# كولونوفسكيه
كولونوفسكيه (بالبولندية: Kolonowskie) هي بلدة تقع في إقليم أوبولي جنوب بولندا، ضمن مقاطعة ستروفي، وتُعد المركز الإداري لبلدية كولونوفسكيه.

## الجغرافيا
تقع البلدة على بُعد حوالي 19 كم شمال شرق ستروفي، و33 كم شمال شرق العاصمة الإقليمية أوبولي. تبلغ مساحتها حوالي 55.2 كيلومتر مربع.

## السكان
بلغ عدد سكان كولونوفسكيه 3367 نسمة حسب إحصاءات عام 2019. وتُعد إحدى المناطق التي تتمتع بأغلبية من المتحدثين باللغتين البولندية والألمانية، حيث توجد لافتات بلغتين في المدينة.

## الوضع اللغوي
في عام 2006، تم إعلان كولونوفسكيه كمنطقة ثنائية اللغة (البولندية – الألمانية). وفي عام 2008، تم اعتماد الاسم الألماني "Colonnowska" بشكل رسمي كلغة مساعدة.

## النقل
توجد في البلدة محطة قطارات تُعرف باسم "Kolonowskie"، وتُشكل جزءًا من شبكة السكك الحديدية الإقليمية، ما يسهل الوصول إلى المناطق المجاورة.

## المعالم
تضم البلدة كنيسة تاريخية وعددًا من المباني التقليدية والمرافق الثقافية التي تعكس التراث المحلي متعدد الثقافات.